# 混合農業
混合農業（こんごうのうぎょう）とは、家畜飼育と作物栽培を組み合わせた農業。ヨーロッパ中緯度地域の農業の基本形態である。三圃式農業が発展したもので小麦、ライ麦などの食用穀物と燕麦、トウモロコシ、根菜類などの飼料作物を栽培し、牛、豚などの肉用家畜や鶏などの家禽の飼育、販売も同時に目指す農業である。
混合農業は、自給的混合農業と商業的混合農業に分けられる。前者は自家用穀物栽培の比重が高く、商品化される畜産物の比重が軽い農業で、飼料作物栽培の比重が低い。後者は飼料作物栽培の比重が高く、畜産物の販売に重点を置き、機械・肥料などを積極的に利用し、合理的な経営を展開している。

## 特徴
- 栽培する作物は小麦やライ麦が多いほか、家畜の飼料としてトウモロコシやテンサイなどが育てられる。これは、この地域が西岸海洋性気候で夏も涼しく、良質な牧草が育つためである。
- 機械の導入や輪作が行われ、土地生産性が高い。
- 東ヨーロッパでは自給的農業の場合が多く、西ヨーロッパやアメリカ合衆国では商業的農業が多い。

## 分布地域
自給的混合農業は、ロシア、ウクライナ、バルカン半島などに展開している。

商業的混合農業は、西ヨーロッパ、アメリカのコーンベルト、アルゼンチンのパンパに見られる。